# دييغو غاراي
دييغو غاراي (بالإسبانية: Diego Héctor Garay)‏ هو لاعب كرة قدم أرجنتيني في مركز الوسط، ولد في 13 فبراير 1975 في مدينة سان فرانسيسكو، قرطبة في الأرجنتين. لعب مع أتلانتي إف سي وتاليريس كوردوبا وكلوب ليون ونادي برشلونة ونادي ستراسبورغ ونيولز أولد بويز.